# Давидов Олександр Тимофійович
Олександр Тимофійович Давидов (12 (25) січня 1906, Кадіївка — 24 серпня 1976, Харків) — радянський український учений, хімік, доктор хімічних наук (1965), професор. Декан хімічних факультетів Харківського фізико-хіміко-математичного інституту та Об'єднаного українського державного університету, проректор Харківського державного та Об'єднаного українського державного університетів. Протягом 38 років завідував кафедрою загальної хімії Харківського державного університету (1938—1976). Один з розробників доломітового методу знекремніювання та знесолювання промислової води.

## Життєпис
Олександр Давидов народився 12 (25) січня 1906 року в Кадіївці, в родині робітника. У 13-річному віці став працювати на одній з шахт Донбасу. У 1925 році вступив до комуністичної партії, того ж року почав навчатися на хімічній секції Харківського інституту народної освіти ім. О. Потебні. Після реорганізації інституту, навчався на хімічній секції Харківського фізико-хіміко-математичного інституту, який закінчив у 1930 році, був учнем хіміка Євгена Гапона. Того ж року очолив новостворений хімічний факультет цього інституту. У 1931 році його на посаді декана змінив Юрій Габель, наступного року Давидов став заступником директора інституту Якова Блудова. У 1933 році внаслідок об'єднання кількох інститутів був створений Харківський державний університет, де Олександр Давидов став проректором по навчальній частині. На цій посаді Давидов займався різними аспектами організації навчальної роботи: набором студентів, підбором викладацького та навчально-допоміжного персоналу, розширенням фондів аудиторій та лабораторій.
Після того як на початку 1935 року, внаслідок чергової «чистки партійних лав», був заарештований ректор Яків Блудов, було вирішено публічно перевірити проректорів — Олександра Давидова та Івана Буланкіна. Внаслідок «чистки», яка відбулася у Будинку просвіти, Давидова було виключено з партії «за притуплення класової пильності в справі приймання на роботу троцькістів та націоналістів». Наказом нового ректора Олексія Нефоросного, від 13 лютого 1935 року, Олександр Давидов був звільнений від обов'язків проректора. 
Олександр Давидов залишився викладати в університеті, а незабаром його поновили у партії. Він зосередився на науковій та викладацькій діяльності в університеті, також працював заступником директора Науково-дослідного інституту хімії при Харківському державному університеті. У 1938 році він став завідувачем кафедри загальної хімії, після того, як колишній завідувач Леон Андреасов покинув посаду, щоб очолити хімічний факультет та кафедру кількісного аналізу по смерті декана Діонісія Казанського. 
На початку Німецько-радянської війни Олександр Давидов добровольцем увійшов до складу Університетського батальйону Дивізії народного ополчення Дзержинського району Харкова. Пізніше разом з іншими науковцями Харківського державного університету був евакуйований до Кзил-Орди. На новому місці університет відновив роботу 10 грудня 1941 року, а Давидов, який на той момент мав вчене звання доцента, став новим деканом хімічного факультету. Він залишився на посаді декана і після об'єднання 19 лютого 1942 року Київського і Харківського державних університетів в Об'єднаний український державний університет. У травні 1942 року в Кзил-Орді була проведена наукова конференція «Продуктивні ресурси Казахстану», де Олександр Давидов на пленарному засіданні прочитав звіт про мінеральні ресурси Казахської РСР. Також прочитав повідомлення про отримання жовтої кров'яної солі з галаліту на засіданні хіміко-біологічної секції конференції. Ці наукові праці привернули увагу керівництва Кизилординської області, яке поставило перед хімічним факультетом завдання проаналізувати місцеві породи глини та дати рекомендації з їхнього використання. Давидов разом з доцентом Р. П. Скобліонок провів дослідження, за результатами яких місцеві глини стали використовуватися для виробництва мила та очищення технічних олив. З доцентом Павлом Мигалем Давидов займався питанням очищення бавовняної олії, в результаті чого був створений спеціальний пристрій. Також брав участь у створенні підприємств, які з місцевої сировини добували кальциновану соду, виробляли глюкозу та інвертний цукор.
Згодом Олександр Давидов став проректором університету, а в останні місяці перед реевакуацією виконував обов'язки ректора. Робота Давидова в Об'єднаному українському державному університеті була відзначена почесними грамотами Президії Верховної Ради Казахської РСР та Кизилординського облвиконкому.
По відновленні роботи Харківського державного університету продовжував працювати завідувачем кафедри загальної хімії, читав для студентів курс «Загальна хімія». У 1944—1945 роках входив до складу партійного бюро університету. Також продовжував працювати у Науково-дослідному інституті хімії. Станом на 1968 рік був нагороджений орденом Трудового Червоного Прапора. 
Олександр Давидов помер 24 серпня 1976 року у Харкові.

## Наукова діяльність
Олександр Давидов займався питанням застосування мінеральних сорбентів і досліджував на них сорбційний процес. Також вивчав вплив різних факторів, зокрема розчинників, на закономірності йонного обміну та на йонообмінну хроматографію. Як відзначав дослідник Микола Мчедлов-Петросян, наукова діяльність Олександра Давидова у галузі йонного обміну примикала до наукової школи хіміка Миколи Ізмайлова.
У 1939 році захистив дисертацію на здобуття наукового ступеня кандидата хімічних наук за темою «Дослідження обмінної сорбції на каоліні» (рос. Исследование обменной сорбции на каолине). За словами дослідника А. В. Чорного, відомості з дисертації довгий час використовувалися для проведення водопідготовки та очищення природних та стічних вод.
У 1965 році захистив дисертацію, за сукупністю праць, на здобуття наукового ступеня доктора хімічних наук за темою «Дослідження закономірностей іонного обміну у водних, змінних і неводних середовищах на мінеральних та водяних сорбентах» (рос. Исследование закономерностей ионного обмена в водных, смешанных и неводных средах на минеральных и смоляных сорбентах). Захист відбувся у так звану «Золоту добу хімії» Харківського державного університету.
Хімік Борис Красовицький не відносив Давидова до провідних вчених факультету, однак називав його добрим організатором, під керівництвом якого науковці кафедри загальної хімії зосередилися на тематиці, що мала великий практичний інтерес, досліджуючи адсорбцію на йонообмінних смолах. Крім наукової діяльності, працівники кафедри займалися викладанням хімії для студентів біологічного, геолого-географічного та фізичного факультетів. Під керівництвом Олександра Давидова на кафедрі працювали доценти І. Я. Левицький, Н. О. Нагорна, Л. І. Поніровська, Ю. О. Толмачова, Д. С. Бідна, викладачі О. Б. Бобок, Р. Б. Радушинська, Р. Ф. Скобліонок, інженер Н. Б. Фадєєва, старший науковий співробітник Т. К. Степанченко та науковий співробітник Ю. І. Ігнатов.
Разом зі старшим науковим співробітником Б. Д. Брянським, Олександр Давидов розробив доломітовий метод знекремніювання та знесолювання промислової води, який зокрема використовується у пом'якшувальній установці для живлення котлів високого тиску на Лисичанському хімічному комбінаті та на Харківській теплоелектроцентралі.
Олександр Давидов також займався підготовкою наукових кадрів, під його керівництвом було захищено сім кандидатських дисертацій.
Мав вчене звання професора.

## Особистість
Борис Красовицький писав, що коли Олександру Давидову не було ще тридцяти років, він здавався набагато старшим. Давидов тоді носив коричневе шкіряне пальто, краги того ж кольору на ногах і великі круглі окуляри, які виглядали дуже солідно. Водночас Красовицький характеризував Давидова, як найбільш веселу та дотепну людину на факультеті з великим запасом анекдотів та смішних історій. На всіх гулянках вчених він неодмінно був тамадою, пити ж він вмів «красиво», майже не п'яніючи зовні. Про почуття гумору Давидова згадував і історик Іван Рибалка, коли у Кизил-Орді до нього, як проректора, звернулися зі скаргою на студентів, які буцімто вкрали та з'їли собаку, він відповів: «Ідіть до профкому, облік з'їдених собак, кішок та іншої живності веде профком, а не ректорат».
Був близьким товаришем хіміків Івана Буланкіна та Миколи Ізмайлова, після смерті яких намагався дистанціюватися від тогочасної факультетської «політики». Також дружив з астрономом Миколою Барабашовим, якого підтримував під час життя в евакуації. Жив поряд з професором хімії Євгеном Хотинським, який помер «буквально на руках» Давидова.

## Вибрані публікації
Всього Олександр Давидов був автором 160 наукових праць. Згідно Енциклопедії сучасної України, найбільш важливими були:
- О закономерностях при обмене ионов на ионитах отечественного производства // Теория и практика применения ионообменных материалов. Москва, 1955
- Исследование динамики ионного обмена на сульфоуглях // Журнал физической химии. 1959. Т. 33, № 4
- Влияние неводных растворителей и температуры на свойства ионообменников. Москва, 1968 (співавт.)
- Влияние растворителей на кинетику обмена равновалентных ионов на сульфокатионах // Известия высших учебных заведений :  Химия и химическая технология. 1976. Т. 19, вып. 5 (співавт.).

### Коментар
1. ↑  Кафедра займалася викладанням хімії для студентів інших факультетів.
2. ↑  Загалом був завідувачем кафедри протягом 38 років, до самої смерті.
3. ↑  У деяких джерелах рік захисту помилково вказаний як 1940-й[3].